# Day of Fire
Day of Fire é uma banda de rock cristão, formada em Jackson, Tennessee. A banda anunciou um hiato por tempo indeterminado em junho de 2010, deixando em aberto a possibilidade de um retorno ao cenário musical. Eles assinaram primeiro com a Essential Records e depois com a Razor & Tie Records. Seu último álbum Losing All foi lançado em 26 de janeiro de 2010 e foi produzido por Rogers Masson.

## História
Até início de 2007, tinham contrato com a gravadora Essential Records, onde figuram também Pillar, Third Day, Jars of Clay, e Caedmon's Call.
O vocalista da banda Joshua Brown foi antigo membro da banda Full Devil Jacket. Anos mais tarde decidiu juntar-se com Gregg Hionis e formar Day of Fire, pois sabia-se que a Essential Records estava interessada no seu projeto.
O álbum de estreia da banda foi lançado em 2004, com o nome homónimo da banda. O disco incluía faixas como "Cornerstone" e "Detainer". O álbum foi produzido por por Scott Humphrey, que trabalhou igualmente com Metallica e Rob Zombie. O disco ganhou um Dove Awards na categoria Rock Album of the Year e foi igualmente nomeado para um Grammy Awards na categoria Best Rock Gospel Album.
O seu segundo álbum foi lançado a 6 de Junho de 2006, chamado de Cut & Move, incluia faixas como "Love", "Hole In My Hand", e "Frustrating".
No Outono de 2006, a banda participou na torné de Pillar, "Days of the Reckoning Tour".
No início de 2007, a banda anunciou que iriam desligar-se da gravadora Essential Records.

## Influências
A banda cita que as suas influências musicais passam por banda como AC/DC, Stone Temple Pilots, Alice in Chains, Soundgarden, e Nirvana.

## Membros

### Atuais
- Joshua Brown - vocal
- Joe Pangallo - guitarra
- Chris Pangallo - baixo
- Zach Simms – bateria

### Antigos
- Gregg Hionis - guitarra

## Discografia
- 2004 - Day of Fire
- 2006 - Cut & Move
- 2010 - Losing All

## Singles
| Ano  | Faixa       | Tabelas    | Tabelas        | Tabelas            | Tabelas | Álbum       |
| Ano  | Faixa       | US Hot 100 | US Modern Rock | US Mainstream Rock | UK      | Álbum       |
| 2005 | "Fade Away" | -          | -              | 27                 | ??      | Day of Fire |